# Gurjanopsis australis
Gurjanopsis australis is een pissebed uit de familie Munnopsidae. De wetenschappelijke naam van de soort is voor het eerst geldig gepubliceerd in 2007 door Malyutina & Brandt.